# مرصد بوسكا
يعد مرصد بوسكا (بالإندونيسية: Observatorium Bosscha)‏ أقدم مرصد حديث في إندونيسيا وواحدا من أقدم المراصد في آسيا. يقع المرصد في ليمبانغ، في جاوة الغربية، على 15 كيلومتر (9.3 ميل) شمال باندونغ. تقع على تل ستة هكتارات من الأرض وتبلغ مساحتها 1,310 متر (4,300 قدم) فوق هضبة مستوى سطح البحر. رمز الاتحاد الفلكي الدولي لمرصد بوسكا هو 299.

## التاريخ
خلال الاجتماع الأول للجمعية الفلكية الهولندية (Nederlandsch-Indische Sterrekundige Vereeniging) في عشرينيات القرن الماضي، تم الاتفاق على أن هناك حاجة إلى مرصد لدراسة علم الفلك في جزر الهند الشرقية الهولندية . من بين جميع المواقع في أرخبيل إندونيسيا، تم اختيار مزرعة شاي في مالابار، على بعد بضعة كيلومترات شمال باندونغ في جاوة الغربية . تقع على الجانب الشمالي الجبلي للمدينة مع إطلالة غير معوقة للسماء مع إمكانية الوصول القريب إلى المدينة التي كان من المقرر أن تصبح العاصمة الجديدة للمستعمرة الهولندية لتحل محل باتافيا ( جاكرتا حاليًا). تم تسمية المرصد على اسم مالك مزرعة الشاي كاريل ألبرت رودولف بوسشا، نجل الفيزيائي يوهانس بوسشا والقوة الرئيسية في تطوير العلوم والتكنولوجيا في جزر الهند الشرقية الهولندية، الذي منح ستة هكتارات من ممتلكاته للمرصد الجديد. 
بدأ بناء المرصد في عام 1923 واكتمل في عام 1928. منذ ذلك الحين تم إجراء مراقبة مستمرة للسماء. تم نشر أول مطبوعة دولية من مرصد بوسكا في عام 1922. توقفت الملاحظات من بوسكا خلال الحرب العالمية الثانية وبعد الحرب كان من الضروري إعادة البناء الرئيسية. في 17 أكتوبر 1951، سلمت الجمعية الفلكية الهولندية-الهندية تشغيل المرصد إلى حكومة إندونيسيا . في عام 1959، تم تسليم تشغيل المرصد إلى معهد باندونغ التكنولوجي وكان جزءًا لا يتجزأ من البحث والتعليم الرسمي لعلم الفلك في إندونيسيا.

## خدمات

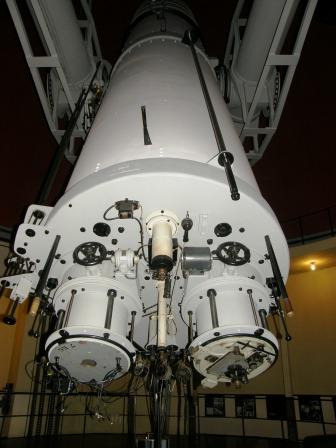
منكسر زايس المزدوج

تم تركيب خمسة تلسكوبات كبيرة في مرصد بوسكا:
1. منكسر زايس المزدوج
يستخدم هذا التلسكوب بشكل أساسي لمراقبة النجوم الثنائية المرئية، وإجراء دراسات قياس الضوء على ثنائيات الكسوف، وصور الفوهات القمرية، ومراقبة الكواكب ( المريخ، وزحل، والمشتري) ومراقبة تفاصيل المذنبات والأجسام الثقيلة الأخرى. يحتوي التلسكوب على عدستين موضوعيتين بقطر 60 سنتيمتر (24 بوصة) كل منها وبُعد بؤري 10.7 متر (35 قدم).
2. تلسكوب شميدت (الملقب بـ Bima Sakti أو تلسكوب "Milky Way")
يستخدم هذا التلسكوب لدراسة بنية المجرة، والأطياف النجمية، ودراسات الكويكبات، والمستعرات الأعظمية، وتصوير الأجسام الثقيلة. قطر العدسة الرئيسي هو 71.12 سنتيمتر (28.00 بوصة)، عدسة التصحيح ثنائية المقعر والمحدبة هي 50 سنتيمتر (20 بوصة) بطول بؤري 2.5 متر (8.2 قدم) . وهي مجهزة أيضا مع الطيفي المنشور بزاوية الرئيسية لل6،10 درجة لأطياف النجوم، وهو مقياس التحسس إسفين و مسجل فيلم.
3. منكسر بامبرج
يستخدم هذا التلسكوب لتحديد الحجم النجمي، والمسافة النجمية، والدراسات الضوئية للنجوم الكسوف، والتصوير الشمسي، وغيرها. وهي مجهزة بمقياس ضوئي كهروضوئي، به 37 سنتيمتر (15 بوصة) قطر العدسة مع 7 متر (23 قدم) متر من البعد البؤري.
4. Cassegrain GOTO
كانت هذه هدية من الحكومة اليابانية . يمكن لهذا التلسكوب الذي يتم التحكم فيه بواسطة الكمبيوتر عرض الكائنات تلقائيًا من قاعدة بيانات وكان هذا أول تلسكوب رقمي في Bosscha. التلسكوب مجهز أيضًا بمقياس ضوئي ومقياس طيف.
5. المنكسر Unitron
يستخدم هذا التلسكوب لمراقبة الهلال وخسوف القمر وكسوف الشمس وتصوير البقع الشمسية وغيرها من الأشياء. قطر العدسة 10.2 سنتيمتر (4.0 بوصة) وبُعد بؤري 150 سنتيمتر (59 بوصة).

## المدراء
- 1923 - 1940 : د . ج. فويت
- 1940 - 1942 : د. أرنوت دي سيتر
- 1942 - 1946 : أ. د. ماساشي مياجي
- 1946 - 1949 : أ. الدكتور ج. هينز
- 1949 - 1958 : أ. دكتور جيل برونو فان ألبادا
- 1958 - 1959 : أ. الدكتور أونغ بينغ هوك، والدكتور كوسومانتو بوربوسيسويو (1959-1960) وسانتوسو نيتساسترو (ضباط مؤقتون)
- 1959 - 1968 : أ. دكتور بيك سين
- 1968-1999 : أ. دكتور بامبانج هدايت
- 1999-2004 : د. موجي راهارتو
- 2004 - 2006 : د. ضاني هيرديويجايا
- 2006 - 2009 : أ. د. توفيق هدايت
- 2009 - 2012 : د. حكيم ملسن
- 2012 - 2018: الدكتورة محاسينا بوترا
- 2018 إلى الوقت الحاضر : د. بريمانا وبريمادي

## في الثقافة الشعبية

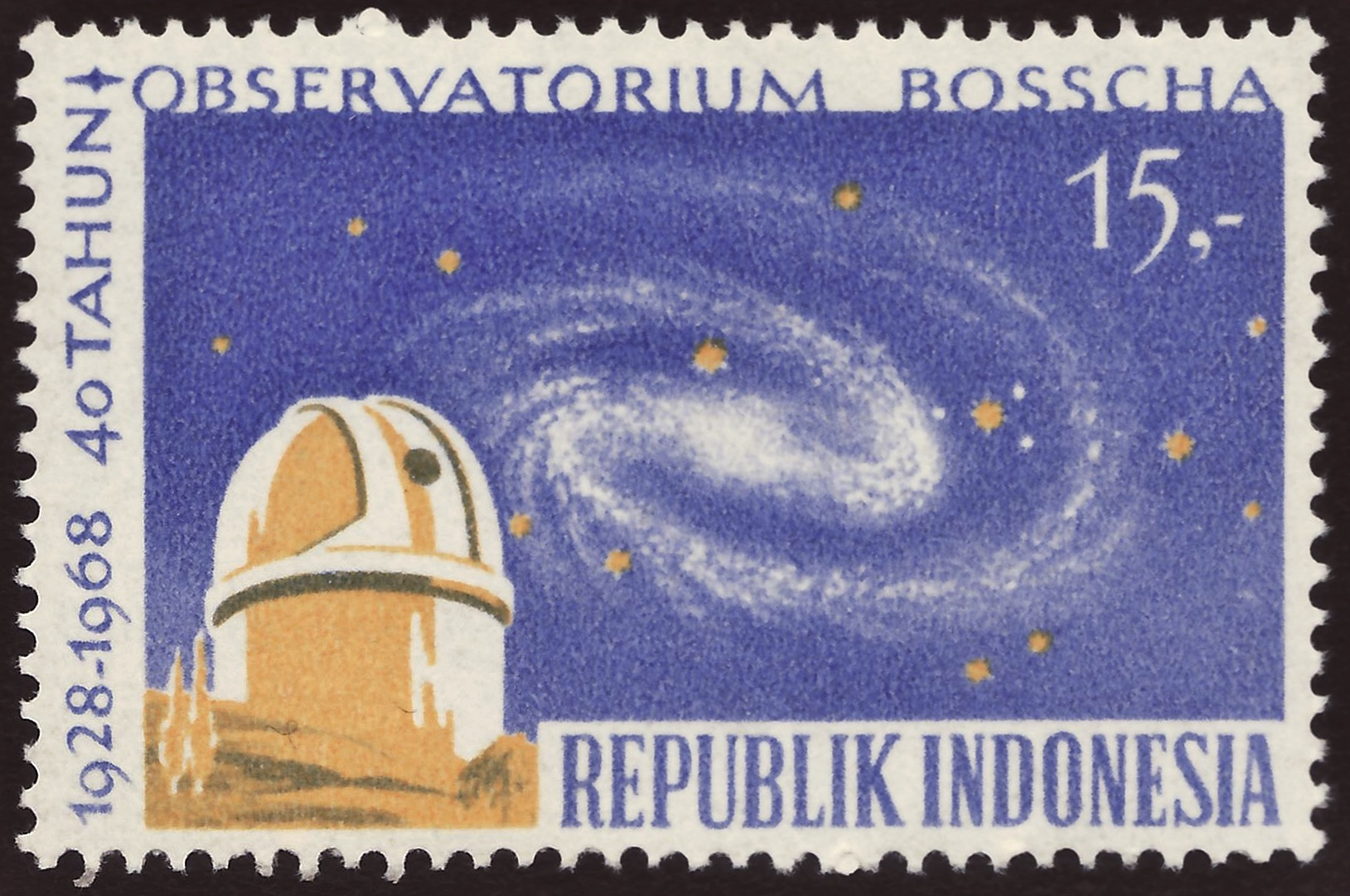
طابع احتفال بالذكرى الأربعين لافتتاح مرصد بوسشا

استخدم المسلسل التلفزيوني الواقعي الأمريكي الشهير The Amazing Race 23 هذا الموقع كمحطة توقف لمحطته التاسعة. تم ترشيح الحلقة التي استخدمت هذا الموقع للتصوير لجائزة Emmys في عدة فئات وفازت بجائزة برنامج مسابقة الواقع المتميز.